# Samanyolu TV
Samanyolu TV (Samanyolu Televizyonu en turc, abrégé en STV) était une chaîne de télévision internationale turque diffusée en langue turque basée à Istanbul lancée le 13 janvier 1993 Elle était l'une des chaînes de télévision la plus regardée de toute la Turquie et par la communauté turque internationale. Au début de 2016, la chaîne a été exclue de Türksat par le gouvernement turc, en raison de ses liens avec l'imam en exil Fethullah Gülen qui dirige le mouvement Gülen et qui est considéré comme une organisation terroriste en Turquie. Il a été fermé, aux côtés de 12 autres chaînes de télévision et 11 chaînes de radio, par le Conseil supérieur de l’audiovisuel turc (RTÜK), une organisation du gouvernement turc, le 19 juillet 2016 en raison de liens avec le Mouvement Gülen à la suite du tentative de coup d'État de 2016 en Turquie.
Ebru TV était la version en langue anglaise de Samanyolu TV diffusée aux États-Unis et au Canada, qui a également été fermé par le gouvernement turc dans le même temps.